# Ješovec pri Kozjem
Ješovec pri Kozjem je naselje v Občini Kozje.